# 僕はラジオ
『僕はラジオ』（ぼくはラジオ、原題：Radio）は、実話を元にした2003年のアメリカ映画。監督はマイク・トーリン、製作はマイク・トーリン、ブライアン・ロビンス、ハーバード・Ｗ・ゲインズ。配給はソニー・ピクチャーズ。キューバ・グッティングjr.が主人公のジェームズ・ロバート・ケネディ（ラジオ）役を演じている。
この映画はアメリカ最大の発行部数をほこるスポーツ専門誌が掲載した記事を基に、知的障害の青年と学校の先生兼アメリカンフットボールのコーチとの友情を描いたノンフィクション映画である。

## ストーリー
人口およそ三千人のアメリカ南部、サウスカロライナ州のアンダーソン (Anderson) という町はアメリカンフットボール（以下、アメフト）が盛んであった。地元ハナ高校 (T. L. Hanna High School)のアメフト部（愛称はイエロー・ジャケッツ）は、州大会でも上位に進出する強豪校であり、シーズンが始まると町中はアメフト一色になった。週末になるとアメフトファンが経営するデル＆ドン理髪店に集合してアメフト談義するほどだった。
イエロー・ジャケッツのコーチであるハロルド・ジョーンズはハナ高校の運動部主任であり、アメフトに対して特に厳しく、優秀なコーチとして有名であった。しかしアメフトに熱心なあまり一人娘であるメアリーとは話す機会を持つことができていなかった。
ジョーンズは練習場の周りをショッピングカートを押しながら黙々と歩く青年のことが気になっていた。青年は年齢不詳の知的障害を持つ黒人であった。ある日青年が練習場の外へ出たボールを持ち去ったことをきっかけに部員9名（アメフト部でもバスケ部でも活躍し、町の権力者であるフランク・クレイの息子、ジョニー・クレイを含む）にいじめられるという事件が起こった。ジョーンズは部員たちを厳しく叱り、罰を与えた。ジョーンズは青年に対しお詫びとして練習の手伝いを頼んだ。
ジョーンズは青年（本名：ジェームス・ロバート・ケネディ）に、ラジオを聞くことが好きであることから“ラジオ“と愛称を与えた。出会った当初、ラジオは誰とも話そうとしなかったが、天性の明るさからすぐに人気者になった。ラジオの家族は母（マギー）、兄（ウォルター）がいる。ラジオの父はすでに亡くなっているため、マギーが全ての生活費を病院での長時間労働によってまかなっていた。マギーはラジオのことを「知能の発達が人より遅いだけ」と優しく見守っている。
ある日、ジョーンズは遠征にラジオを連れて行くことを打診するが、ハナ高校のダニエルス校長に反対されてしまう。アメフト部の部員の保護者のなかにはラジオのことを快く思っていない人がおり、ダニエルス校長はラジオの処遇についてジョーンズの意見と学校理事会の意見との板挟みにあっていた。ジョーンズは遠征に連れて行けなかったことに対してのお詫びとして、ラジオに選手入場を先導する役を任せた。そのままサイドベンチに入ったラジオは大声を出し、敵に作戦をばらしてしまい、チームを劣勢に陥れてしまった。そのことにより、周囲の批判を助長させる結果になった。チームが例年より悪い5割という成績になったことも重なって、ジョーンズに対し、町の人は「余計なものに気をとられていたのではないか」と批判した。
シーズンが終わり、ジョーンズはラジオに新たな役割を与えようと学内にもラジオの居場所を広げた。ダニエルス校長はラジオが生徒の学業に支障をきたすのではないかと危惧し、ジョーンズに対し「絶対にラジオから目を離さないように」と釘を刺した。あくる日ジョーンズは呼び出しを受け校長室に出向いた。保護者の要請により、学校理事会からタッカーという職員がやってきた。タッカーはラジオについていくつか質問をしたが、ジョーンズは「ラジオは無害だ」と主張し、タッカーとまともに取り合おうとしなかった。
クリスマスの日、ジョーンズは「ラジオに渡してくれ」と教会に集まった人々からたくさんのプレゼントをもらった。ジョーンズはラジオの幸せを自分のことのように喜んだ。娘のメアリーはその様子から寂しさを覚え、「ラジオの方がパパを必要としている」とジョーンズから距離をとろうとジョーンズを避けた。この時、ジョーンズは「親子の絆を修復しなければ」と心に決めた。
プレゼントをラジオの家まで届けた際、マギーはジョーンズに「なぜこんなにも優しくしてくれるの」と問いかけると、ジョーンズは「正しいことだから」とシンプルな言葉で返した。翌日、ラジオはもらったプレゼントを近隣住民に配り回った。ラジオの優しさに溢れた行動は町の人々には真似できない行動だった。
ラジオが学内に溶け込みしばらくした頃、ジョニーはバスケ部員と共に面白半分でラジオに嘘をつき、女子更衣室へ乱入させるという事件が起こった。ジョーンズは事の真相をラジオに問いただしたが、決して口を割らずジョニーを庇った。ジョニーに唆されたことを察したジョーンズの命により、ジョニーは首位争い中のバスケの試合を欠場することになった。事件後、ダニエルス校長は保護者から事件についての電話対応に追われ、ラジオが学内にいる危険性を改めて考えるようになった。
ジョーンズが仕事を終え、家に帰るとメアリーが受話器を手に取り乱していた。ジョーンズが「何があった」と尋ねると、ラジオの母であるマギーが心臓発作で亡くなったとの知らせだった。すぐさまジョーンズはメアリーを連れ、ラジオの家へ向かった。ラジオは家で暴れ、めちゃくちゃにしたあと、部屋の隅で肩を震わせて泣いていた。ラジオは母が亡くなったことを受け入れることができず、ジョーンズに泣きつくことしかできなかった。どうにかラジオを落ち着け、帰ってきたときジョーンズは車から出ようとするメアリーを引き留めた。ジョーンズは苦虫を噛むような表情をし、「初めて人に話す」と切り出し話し始めた。12歳の頃、新聞配達の途中で動物よけのための金網に囲われた家に閉じ込められた何らかの障害を少年が見つけた。12歳の頃のジョーンズは2年間その家のある道を通り続けたが何もしなかった。とジョーンズは後悔しながら話した。メアリーは父の話を聞き、秘密を共有したことで嬉しい気持ちを得、ラジオへの父の対応にも納得することができた。
ラジオが家で暴れまわったことが生徒の保護者の耳に入ったことにより、学校理事会から再びタッカーがやってきた。タッカーは「ラジオは学校にいるべきではない」と主張し、保護施設の資料を集めるなど、ジョーンズを苛立たせる行為をした。その後ジョーンズはジョニーの父であり、町の権力者のフランクに「ラジオを追い出そうとしているのか」と問いただすためフランクの仕事場に向かった。フランクは「昔の環境に戻した方がいい」とラジオを追い出したい意思を否定しなかった。
ジョニーが謹慎処分から戻ってきたイーズリー高校とのバスケットの試合前、ラジオは大切にしている小型ラジオをジョニーがジョーンズに怒られたことに対してのお詫びの品として渡した。ジョニーはラジオの純粋さに心が突き動かされラジオのことを真に好きになった。ジョニーはこの試合で大活躍をし、勝利に貢献した。試合後ジョニーがラジオに挨拶したことに対しフランクは「誰にもお前の邪魔はさせん」と言ったが、「ラジオは邪魔になんかならない」とジョニーはラジオを庇った。
いつしか恒例になっていた日曜日の教会でのミサでジョーンズはラジオに「進級していつしか卒業しないか」と提案したものの、ラジオは「ずっと2年生がいい」と聞く耳を持たなかった。その夜ジョーンズ一家は生徒の保護者とダニエルス校長とで開かれているデル＆ドン理髪店での集会を訪れた。フランクは「ラジオは社会に迷惑であり、生徒には脅威そのもの」と批判した。ジョーンズは皆の前で「ラジオがここ数カ月で学んだことに関心のない人もこの中にいると思うが、ラジオの学んだことよりも我々がラジオから学んだことの方が多いのではないか。もちろんアメフトの成績が落ちたことについては納得していない。だから私はヘッドコーチを降りる。しかし、もし許されるなら教師は続けたい。ラジオが問題に巻き込まれないように見守りたい。そして何年もほったらかしにしていた家族と過ごしたい。アメフトは大好きだが家族はもっと大切だ。」と言い残しデル＆ドン理髪店を後にした。
ジョーンズとダニエルス校長の働きにより、ラジオはハナ高校の名誉卒業生として表彰を受け、以後もハナ高校の2年生にラジオが望む限りずっと居ていいことになる。ラジオは50代を過ぎてもハナ高校の2年生として町中の人気者として生活している。ジョーンズはサウスカロライナ州のコーチの殿堂入りを果たした。教職は退いたあともラジオとの友情はずっと消えなかった。

## キャスト
| 役名                                     | 俳優                             | 日本語吹替 |
| ---------------------------------------- | -------------------------------- | ---------- |
| ジェームス・ロバート・ケネディ（ラジオ） | キューバ・グッディング・ジュニア | 草尾毅     |
| ハロルド・ジョーンズ（コーチ）           | エド・ハリス                     | 有本欽隆   |
| リンダ・ジョーンズ                       | デブラ・ウィンガー               | 勝生真沙子 |
| メアリー・ジョーンズ                     | サラ・ドリュー                   |            |
| マギー・ケネディ                         | Ｓ・エパサ・マーカーソン         |            |
| ダニエルス校長                           | アルフレ・ウッダード             |            |